# Traveling Wilburys Vol. 3
Traveling Wilburys Vol. 3 är ett album släppt av Traveling Wilburys 1990.

## Låtlista
Alla låtar är skrivna och komponerade av Traveling Wilburys. 
| Nr  | Titel                      | Längd |
| --- | -------------------------- | ----- |
| 1.  | She's My Baby              | 3:14  |
| 2.  | Inside Out                 | 3:36  |
| 3.  | If You Belonged To Me      | 3:13  |
| 4.  | The Devil's Been Busy      | 3:18  |
| 5.  | 7 Deadly Sins              | 3:18  |
| 6.  | Poor House                 | 3:17  |
| 7.  | Where Were You Last Night? | 3:03  |
| 8.  | Cool Dry Place             | 3:37  |
| 9.  | New Blue Moon              | 3:21  |
| 10. | You Took My Breath Away    | 3:18  |
| 11. | Wilbury Twist              | 2:56  |